# Foton
A foton az elektromágneses sugárzások, többek között a fény elemi részecskéje, legkisebb egysége, kvantuma. A modern fizika területén a foton az elektromágneses jelenségekért felelős elemi részecske. Az elektromágneses kölcsönhatás közvetítője és a fény és a többi elektromágneses hullám minden formájáért ez a részecske felelős. A fotonnak nulla az invariáns (nyugalmi) tömege és a c sebessége állandó, a vákuumbeli fénysebesség. A fény átlátszó közegben általában látszólag lelassul (v<c), de bizonyos anyagokban és frekvencán felgyorsul (c<v). A közeg elektronjai által a bejövő fény gerjesztésének hatására kisugárzott elektromágneses hullámok (fény) és az elnyelődés következtében kissé gyengült bejövő elektromágneses hullám szuperpoziciójának eredményeként kapot hullám a vákuumbeli fénysebességnél kisebb vagy nagyobb sebességgel terjedő hullám lehet, attól függően, hogy a bejövő fény frekvenciája a rezgő elektronok rezonancia görbéjének melyik szakaszára esik. azonban ez csak az anyag részecskéiről való ide-oda verődés következménye, mivel így nagyobb utat kell megtennie egységnyi idő alatt. A visszaverődés mellett anyag jelenlétében el is nyelődhet, a frekvenciájával arányos energiát és lendületet közvetítve. Mint minden kvantum, a fotonnak is vannak hullám- és részecsketulajdonságai; teljesül rá a hullám-részecske kettősség.
A foton modern elméletét fokozatosan (1905–1917 között) fejlesztette ki Albert Einstein, hogy olyan jelenségeket magyarázzon, amelyek nem illeszkednek a fény klasszikus hullámmodelljébe. A fotonmodell részben számot ad a fény energiájának frekvenciafüggéséről, és megmagyarázza, hogyan lehet termikus egyensúlyban az anyag és a sugárzás. Más fizikusok ezeket a megfigyeléseket félklasszikus modellekkel próbálták magyarázni, melyben a fényt továbbra is a Maxwell-egyenletek írják le, de az anyag – amely a fényt elnyeli és kibocsátja – kvantumos. Habár ezek a félklasszikus modellek hozzájárultak a kvantummechanika fejlődéséhez, a további kísérletek Einstein hipotézisét igazolták, hogy a fény maga kvantált; a fény kvantumai a fotonok.
A foton fogalma a kísérleti és elméleti fizika jelentős fejlődéséhez vezetett, mint például a lézerek, a Bose-Einstein kondenzáció, a kvantumtérelmélet és a kvantummechanika valószínűségi értelmezése. A részecskefizika standard modellje szerint a foton felelős mindenféle elektromos és mágneses mező létrehozásáért, és a tulajdonságai abból következnek, hogy a fizikai törvényeknek bizonyos szimmetriáknak kell, hogy eleget tegyen a téridő minden pontjában. A foton „belső” tulajdonságai – a töltés, tömeg és a spin – meghatározhatóak ilyen mértékszimmetriák tulajdonságaiból. A fotonnak számos technológiai alkalmazása van, mint a fotokémia, a nagy felbontású mikroszkópia és a molekuláris távolságok mérése. Újabban a fényt, mint a kvantumszámítógép elemét vizsgálják, valamint kifinomult alkalmazásait az optikai kommunikációban, mint például a kvantumkriptográfiát.

## Fizikai tulajdonságai
A foton tömegtelen, nincs elektromos töltése és nem bomlik spontán módon az üres térben. Két lehetséges polarizációs állapota van, és három folytonos paraméterrel írható le: a hullámvektorának komponenseivel, amelyet meghatároz a λ hullámhossza és terjedésének iránya. Többféle természetes folyamat során keletkezhet, például ha töltést gyorsítunk, amikor egy atom vagy egy atommag magasabb energiaszintről alacsonyabbra ugrik, vagy amikor egy részecske és az antirészecske találkozva megsemmisíti egymást. A foton elnyelése az előbbi folyamatok időben fordított változatában történhet: például részecske-antirészecske párok keltésével vagy atomok és atommagok magasabb szintre kerülésével.
Mivel a foton tömeg nélküli, ezért c-vel (vákuumbeli fénysebességgel) mozog és az E energiája és a p impulzus vektor magnitúdója a következő összefüggésben vannak egymással: {\displaystyle E=c\cdot p\!}. Összehasonlításul a nyugalmi tömeggel rendelkező részecskék esetén: {\displaystyle E^{2}=c^{2}p^{2}+m^{2}c^{4}\!} a speciális relativitáselmélet szerint.
A foton energiája és lendülete csak a {\displaystyle \nu \!} frekvenciájától függ – vagy ha úgy tetszik a vele szorosan összefüggő hullámhosszától.
{\displaystyle E=\hbar \omega =h\nu \!}
{\displaystyle \mathbf {p} =\hbar \mathbf {k} }
ennek következtében a lendület nagysága
{\displaystyle p=\hbar k={\frac {h}{\lambda }}={\frac {h\nu }{c}}}
ahol {\displaystyle \hbar =h/2\pi \!} (amelyet Dirac-állandóként vagy redukált Planck-állandóként ismerünk); {\displaystyle \mathbf {k} } a hullámvektor (amelynek nagysága {\displaystyle k=2\pi /\lambda \!} hullámszám) és {\displaystyle \omega =2\pi \nu \!} a körfrekvencia. Jegyezzük meg, hogy {\displaystyle \mathbf {k} } a foton haladási irányába mutat. A fotonnak spinje is van, amely független a frekvenciájától. A spinjének nagysága {\displaystyle {\sqrt {2}}\hbar } és a mozgásirányába mért vetületének nagysága, azaz helicitása, {\displaystyle \pm \hbar }. Ez a két lehetséges helicitás a foton két lehetséges cirkuláris polarizációjával (jobbos és balos) kapcsolatos.
Hogy lássunk egy példát az összefüggések alkalmazásra, egy részecske annihilációja az antirészecskéjével legalább két fotont kelt a következő okok miatt. A tömegközépponti rendszerben az ütköző részecskéknek nincsen lendületük, míg egyetlen fotonnak mindig van lendülete, tehát a lendületmegmaradás törvénye miatt szükséges, hogy legalább egy másik foton is keletkezzen, és így a lendületek vektori összege nulla legyen. A két foton energiája (vagy ami ugyanaz: a frekvenciája), megállapítható a négyesimpulzus megmaradásból.

## Fotonok anyagban

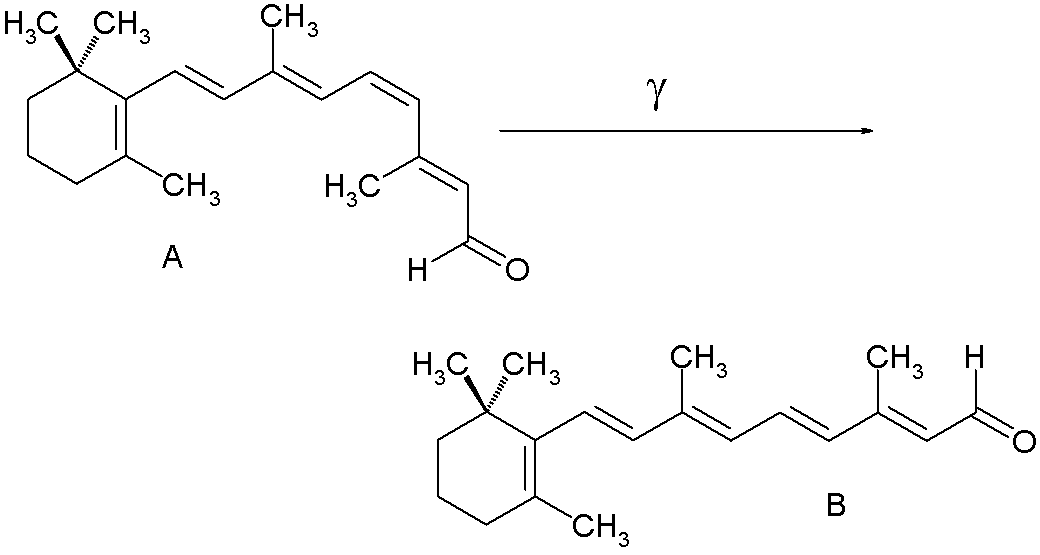
A retinal kiegyenesedése miután egy megfelelő hullámhosszú γ fotont elnyelt

A fény anyagban c-nél, a vákuumbeli fénysebességnél lassabban halad. Például a Nap magjában a fotonok olyan sokszor ütköznek, hogy a sugárzási energiának rengeteg évbe telik, míg a felszínre ér; mégis, ha a felszínre ér, csupán 8,3 percre van szüksége, hogy elérje a Földet. Az az arány, amivel a sebesség csökken, az anyag törésmutatója. A klasszikus hullámképben a lassulást lehet úgy magyarázni, hogy a fény elektromos polarizációt indukál az anyagban, és a polarizált anyag új fényt sugároz ki, amely interferál az eredetivel késleltetett hullámot hozva létre. Részecskeképben ehelyett a fotonok és az anyag kvantumgerjesztéseinek (kvázirészecskék, mint a fonon és az exciton) keveredéseiként, polaritonokként írható le; ez a polariton nem nulla effektív tömeggel rendelkezik, emiatt nem haladhat c sebességgel. A különböző frekvenciájú fény különböző sebességgel haladhat át az anyagon; ezt hívják diszperziónak.
A fotonokat elnyelhetik atommagok, atomok vagy molekulák más energiaszintre lépve át. Egy klasszikus példa erre a retinál (C20H28O, az ábrán) molekula fényelnyelése, amely a látásért felelős, ahogy ezt 1958-ban munkatársaival felfedezte a Nobel-díjas George Wald. Amint itt látható, az abszorpció egy cisz-transz izomerizációt hoz létre, mely hasonló átmenetekkel kombinálódva idegimpulzusokká alakul. A foton abszorpciója kémiai kötéseket is felbonthat, mint például a klór fotodisszociációja esetén; ez a fotokémia tárgya.

## Virtuális fotonok
A valódi fotonok, éppúgy mint az elektronok és a protonok, végtelen hosszú ideig élnek, ha nem kerülnek kölcsönhatásba más részecskékkel. Az úgynevezett virtuális fotonok – melyek megjelenése a határozatlansági reláció eredménye – élettartama azonban nagyon rövid. Amikor két elektron kölcsönhat egymással, virtuális foton cserélődik ki közöttük. A folyamat igen gyorsan zajlik le. Az ilyen rövid ideig létező foton tömege a határozatlansági elv értelmében nem zérus, minél rövidebb az élettartama, annál nagyobb lehet ez a tömeg. A mai nagy gyorsítókkal a proton tömegének százszorosánál nagyobb tömegű virtuális fotont is sikerült előállítani.